# Paroxylakis minutus
Paroxylakis minutus är en insektsart som beskrevs av Sigfrid Ingrisch 1998. Paroxylakis minutus ingår i släktet Paroxylakis och familjen vårtbitare. Inga underarter finns listade i Catalogue of Life.